# Clematis grewiiflora
Clematis grewiiflora är en ranunkelväxtart som beskrevs av Dc.. Clematis grewiiflora ingår i släktet klematisar, och familjen ranunkelväxter. Inga underarter finns listade i Catalogue of Life.